# Jan Kazimierz Massalski
Jan Kazimierz Massalski herbu własnego – sędzia ziemski wołkowyski w 1694 roku, podsędek wołkowyski w latach 1683-1694, podstoli wendeński w latach 1669-1680.
Jako deputat podpisał pacta conventa Jana III Sobieskiego w 1674 roku.